# Chorzele
Chorzele è un comune urbano-rurale polacco del distretto di Przasnysz, nel voivodato della Masovia.
Ricopre una superficie di 371,53 km² e nel 2004 contava 10 231 abitanti.
Chorzele era una città regia nel Regno di Polonia, amministrativamente parte del voivodato della Masovia.